# Thémis (PM41)
Pour les autres navires du même nom, voir Thémis (navire).
Le Thémis (PM 41) est un patrouilleur hauturier et le navire amiral de la Direction des Affaires Maritimes, il est basé au port de Brest, et géré par la Direction Interrégionale de la Mer Nord Atlantique-Manche Ouest (DIRM NAMO) depuis 2021.

## Missions
Le patrouilleur Thémis, initialement basé au port de Cherbourg, réalise pour la plus grande partie de ses missions des opérations de contrôle des pêches et de protection de l’environnement marin dans la ZEE française de la zone maritime Nord Atlantique-Manche Ouest après avoir opéré en Manche Est – Mer du Nord.
Il effectue des contrôles pour prévenir la pollution due aux opérations d’exploration ou d’exploitation du fond ou du sous-sol de la mer.
Le 6 mai 2021, avec le patrouilleur côtier de la gendarmerie maritime Athos, il  assure « la sécurité de la navigation et la sauvegarde de la vie humaine en mer » face aux deux navires de guerre britanniques, le Severn et le Tamar, présents en face d'une cinquantaine de bateaux de pêche français venus manifester au large de l’île anglo-normande de Jersey pour protester contre les conditions de pêche imposées aux marins français après le Brexit.
À partir du 4 novembre 2021, il est basé au port de Brest, au sein de l'arsenal. Il a été repositionné dans le cadre du dispositif de contrôle et de surveillance national.
Il porte sur sa proue le marquage AEM (Action de l'État en Mer) , les trois bandes inclinées tricolores bleu, blanc, rouge.